# Saurita erythroguia
Saurita erythroguia är en fjärilsart som beskrevs av George Francis Hampson 1898. Saurita erythroguia ingår i släktet Saurita och familjen björnspinnare. Inga underarter finns listade.